# Nie ma wody na pustyni
Nie ma wody na pustyni – piosenka, singiel i teledysk zespołu Bajm z roku 1983. Utwór znalazł się na debiutanckim LP zespołu. Album, który ukazał się na kasetach i płytach, osiągnął nakład pół miliona sztuk. Piosenka zajęła drugie miejsce na liście przebojów Trójki.

## Kompozycja i interpretacja
Autorem słów jest Beata Kozidrak, a muzykę skomponował Jarosław Kozidrak. Cover piosenki wykonała Natalia Kukulska na płycie „Kukulska MTV Unplugged”. Według autorki tekstu, piosenka opisuje metaforycznie rzeczywistość PRL i stanu wojennego. Jak powiedziała w jednym z wywiadów, Gdy śpiewałam „Nie ma wody na pustyni”, to też przecież nie chodziło o to, że na pustyni nie ma wody. Mowa była o naszej wolności, ta woda była tylko przenośnią. Niezwykłość i odwagę kompozycji dostrzega krytyczka muzyczna Antyradia Aleksandra Degórska: Za to śledząc tekst utworu „Nie ma wody na pustyni” trzeba przyznać, że ciężko wyobrazić sobie, żeby napisać coś takiego na trzeźwo. Fatamorgana, zmęczone wielbłądy, stare wino, bicie batem po tyłkach – Beata musiała nieźle szaleć w latach młodości.

## Teledysk
Teledysk do piosenki „Nie ma wody na pustyni” nakręcono pierwotnie na wydmach nad Wisłą w Warszawie, jednak wskutek prośby Ministerstwa Spraw Zagranicznych, które przygotowywało materiały promocyjne dla innych krajów, wśród których miał być teledysk Bajmu, postanowiono produkcję przenieść na Pustynię Błędowską. Teledysk, w którym karawana idzie przez pustynię i słania się z gorąca nagrano w zimnie; kręcenie wideoklipu przerwano, gdy kamerzysta zauważył, że Beata Kozidrak ma sine usta.

## Notowania na Liście przebojów Programu Trzeciego
Piosenka zadebiutowała na Liście przebojów Programu Trzeciego 30 kwietnia 1983 roku. Na liście utrzymała się przez sześć tygodni.
| Notowanie | Utwór                    | Pozycja | Zmiana |
| --------- | ------------------------ | ------- | ------ |
| 54.       | „Nie ma wody na pustyni” | 18      | N      |
| 55.       | „Nie ma wody na pustyni” | 9       | +9     |
| 56.       | „Nie ma wody na pustyni” | 3       | +6     |
| 57.       | „Nie ma wody na pustyni” | 2       | +1     |
| 58.       | „Nie ma wody na pustyni” | 5       | -3     |
| 59.       | „Nie ma wody na pustyni” | 15      | -10    |